# Topkapning
Topkaping er en forældet teknik, der tidligere blev benyttet til at skære toppen af træer. Dette anses ikke længere som faglig korrekt praksis. 

## Hvad topkapning skader træer?
Topkapning af et træ ødelægger træets naturlige vækstbalance og øger risikoen for farlige situationer, når det stormer.
Vil du gerne reducere størrelsen på et træ, så er vores bedste råd at bestille en træplejer til at finde frem til den bedste metode. Det er bedre for træet og for sikkerheden, når træet beskæres på den rigtige måde.
Om topkapning
- Hvad er topkapning?
- Hvorfor skader topkapning træer?
- Derfor gør topkapning dit træ farligere
- Topkapning er et dyrt valg
- Kan jeg selv beskære træet?
- Den smukke og naturlige have
- Alternativer til topkapning

## Hvad er topkapning?
Ved topkapning skæres træets top og grene tilbage, så der kun er en stub eller små sidegrene tilbage.
Det sker ofte, at haveejere synes, at deres træer er blevet for store til haven. Folk er bange for, at høje træer er farlige. Men topkapning gør ikke træerne mindre farlige. Faktisk vil topkapning på længere sigt gøre træerne farligere.

## Hvorfor skader topkapning træer?
Ved en topkapning mister træet 50-100 % af den bladbærende krone. Det er naturligvis en voldsom ændring for træet, som derfor reagerer med en form for stresset aktivitet. Sovende knopper bliver aktiveret og danner hurtigtvoksende skud (vanris) ved hvert snit.
Måske har du set popler blive beskåret på denne måde. Tilbage står en tyk stamme med et flor af tynde kviste.
Et træ er et økosystem i sig selv og når man forrykker balancen ud over, hvad træet har energi til at rette op på i et fornuftigt tempo, så svækkes det og risikerer at dø.
Grenene i træets krone producerer tusindvis af blade for at optage sollys.
Når man fjerner bladene, bliver resten af træet udsat for et uvant højt niveau af lys og varme. Ligesom for mennesker, kan træer blive solskoldede. Det kan resultere i solskade på vævet under barken og medføre skader, som for eksempel revner i barken og døde grene.
De store snitflader fra en topkapning efterlader åbne sår på træet, som gør det let for råd og svampe at nedbryde træet indefra.

## Derfor gør topkapning dit træ farligere
Efter en topkapning udvikler træet mange skud ved hvert snit, og det koster træet meget energi.
De nye skud udvikles fra knopper nær overfladen af den gamle gren. Modsat normale grene, der udvikles i en fordybning af overlappende trævæv, er disse nye skud kun forankret i det yderste af modergrenen.
De nye grene vokser meget stærkt, helt op til 1-2 meter på et år, for nogle arters vedkommende. Desværre knækker disse skud meget nemt, specielt hvis de ofte er udsat for kraftig vind.
Så selvom målet var at reducere træets højde for at gøre det mere sikkert, så bliver resultatet desværre, at træet er blevet mere farligt end før.

## Topkapning er dyrt på flere måder
Topkapning har nogle skjulte omkostninger forbundet med det, som er værd at tage i betragtning.
Hvis et træ overlever topkapning, vil det kræve beskæring igen inden for nogle få år.
- det kan være nødvendigt at reducere træet igen
- eller en stormskade vil kræve en soignering af træet
- eller hvis træet dør, skal det fjernes helt

Sunde og velplejede træer kan hæve en ejendoms værdi. Et skamferet, topkappet træ, derimod, er sandsynligvis en kommende udgift til ejeren.
En anden potentiel udgift kan være, at topkappede træer er tilbøjelige til at knække og kan blive farlige. Det kan gå ud over både mennesker og bygninger, når træer ikke er vedligeholdt i tilstrækkelig grad.
Sker skaden for eksempel efter du har solgt dit hus, så kan du risikere at skulle betale erstatning til de nye ejere for de skader, træet har forvoldt.